# Combined Air Operations Center Finderup
Combined Air Operations Centre Finderup (CAOC Finderup) er en militær NATO-enhed, som har til opgave, at overvåge luftrummet i Nordvesteuropa. Enheden er en del af NATO-kommandostrukturen. Den er placeret i Finderup-bunkeren ved Viborg.

## Historie
Tidligere var overvågning af luftrummet og militære flyoperationer et rent nationalt ansvar, men ved en større omstrukturering inden for NATO i 1994 blev der oprettet en NATO-luftoperationsorganisation, som i fredstid skulle koordinere imellem – og i krise- og krigstid overtage luftovervågning og gennemførelsen af flyoperationer fra – de enkelte NATO-lande. Der blev etableret 10 luftoperationscentre – Combined Air Operation Centre´s – spredt ned igennem det europæiske NATO-område fra Bodø i Nordnorge til Eskisehir i Tyrkiet. Ét af disse centre blev stationeret i Finderup-bunkeren, som i forvejen var krigshovedkvarter for Enhedskommandoen (COMBALTAP).
Ved en ny omstrukturering i 2003 blev det besluttet at nedskære antallet af NATO-luftoperationscentre fra 10 til 4 stationære plus 2 mobile. Ét af de stationære centre er fortsat centret i Finderup, som i forbindelse med den nye struktur har ændret navn til Combined Air Operations Centre (CAOC) Finderup.

## Opgaver
CAOC Finderups opgave er i fredstid at sikre en effektiv luftovervågning i sit ansvarsområde, som nu dækker dansk, norsk, britisk og islandsk luftrum samt havområderne imellem disse lande. 
Efter 11. september 2001 omfatter luftovervågningen ikke kun militær flyvning, men også den civile lufttrafik med henblik på at afværge mulige terrorhandlinger. CAOC Finderup skal desuden i givet fald kunne stille trænet personel til rådighed i forbindelse med NATO-ledede luftoperationer overalt på kloden. I krise- og krigstid vil chefen for CAOC Finderup overtage kommandoen over de flystyrker, som landene tildeler NATO.
CAOC Finderup samler et billede af hele luftrummet i sit ansvarsområde ved hjælp af medlemlandendes landbaserede radarhoveder (som eksempelvis de danske radarer i Skrydstrup, Skagen og på Bornholm) og alliancens eller medlemlandenes egne AWACS-fly.

## Organisation
CAOC Finderup er en del af NATO´s kommandostruktur. Den overordnede kommando er Allied Air Component Command (AACC), med hovedkvarter i Ramstein, Tyskland. De stationære sideordnede CAOC´er er beliggende i Uedem, Tyskland, Poggio Renatico, Italien og Larissa, Grækenland. De to mobile CAOC´er har fast base i Uedem og i Poggio Renatico.
Centret i Finderup arbejder tæt sammen med de nationale luftovervågningsenheder i området, for Danmarks vedkommende med Flyvevåbnets Air Control Wing, som er placeret på Flyvestation Karup.
CAOC Finderup har personel fra følgende lande: Danmark, Norge, Tyskland, Storbritannien, Polen og Italien. Chefen er en dansk generalmajor af Flyvevåbnet. Det er hensigten, at chefposten skal gå på omgang mellem Danmark og Norge. Enhedens personelstyrke på godt og vel 100 personer er fordelt på følgende stabsdivisioner:
- Command Group
- Administration & Logistics (A-1/4)
- Intelligence (A-2)
- Current Operations (A-3)
- Operations Plans (A-5)
- Communications & Information Systems (A-6)
- Exercise & Training (A-7)
- Budget & Finance (A-8)

## Ekstern henvisning
- Combined Air Operations Centre 1 fylder 10 år.
- Fast arbejde. CAOC eller Combined Air Operation Center | TV-MidtVest Arkiveret 24. januar 2022 hos  Wayback Machine